# Gilles Deleuze

Gilles Louis René Deleuze (Pariz, 18. siječnja 1925. – Pariz, 4. studenoga 1995.) bio je francuski filozof koji je od ranih 1950-ih do svoje smrti pisao o filozofiji, književnosti, filmu i likovnoj umjetnosti. Najpoznatija su mu djela dva sveska „Kapitalizam i shizofrenija”: „Anti-Edip” (1972.) i „Tisuću platoa” (1980.), napisana u suradnji s psihoanalitičarem Félixom Guattarijem. Njegov metafizički traktat „Razlika i ponavljanje” (1968.) smatra se njegovim opus magnumom.
Deleuze je rođen u Parizu u građanskoj obitelji. Majka mu je bila Odette Camaüer, a otac Louis, inženjer. Tijekom Drugog svjetskog rata pohađao je licej Carnot. Njegov stariji brat Georges uhićen je zbog sudjelovanja u francuskom otporu i umro je na putu u koncentracijski logor.
Godine 1944. upisao je Sorbonnu, gdje su mu profesori bili poznati stručnjaci za povijest filozofije poput Georgesa Canguilhema i Jeana Hyppolitea. 1948. položio je agrégation iz filozofije i predavao na različitim licejima do 1957., kada je dobio mjesto na Sveučilištu u Parizu.
Godine 1945. objavio je svoju prvu monografiju „Empirizam i subjektivnost” o Davidu Humeu. Od 1960. do 1964. radio je u Centru za nacionalno znanstveno istraživanje, gdje je objavio značajno djelo „Nietzsche i filozofija” (1962.) i sprijateljio se s Michelom Foucaultom.
Godine 1945. imenovan je na Sveučilište Paris VIII, eksperimentalnu školu za obrazovne reforme, gdje je predavao do umirovljenja 1987.
Oženio se s Denise Paul „Fanny” Grandjouan 1956. i imali su dvoje djece. Unatoč radikalnim idejama u pisanju, vodio je život konvencionalnog francuskog profesora. 
Deleuze je od mladosti patio od respiratornih problema, a 1968. razvio je tuberkulozu i podvrgnut je operaciji uklanjanja pluća. Posljednjih godina života jednostavni zadaci poput pisanja zahtijevali su naporan trud. Prevladan respiratornim problemima, počinio je samoubojstvo 4. studenog 1995., bacivši se kroz prozor svog stana.
Deleuzova djela dijele se u dvije skupine: monografije koje tumače rad drugih filozofa (Spinoza, Leibniz, Hume, Kant, Nietzsche, Bergson, Foucault) i umjetnika (Proust, Kafka, Bacon), te eklektičke filozofske tomove organizirane po konceptima (razlika, smisao, događaj, ekonomija, kino, želja, filozofija).